# DESIRE

Deutsche Servicerobotik Initiative

DESIRE (Akronym für Deutsche Servicerobotik Initiative) war ein Verbundvorhaben, das im Rahmen der „Leitinnovation Servicerobotik“ vom Bundesministerium für Bildung und Forschung von 2005 bis 2009 gefördert wurde. Ziel der Initiative war es, die Führungsrolle der deutschen Forschung und Industrie im Bereich der Servicerobotik zu erhalten und auszubauen. Beteiligt an der Umsetzung waren deutsche Universitäten, Fraunhofer-Institute, das FZI Forschungszentrum Informatik das Deutsche Zentrum für Luft- und Raumfahrt (DLR) sowie Industriepartner wie KUKA Roboter, Schunk GmbH & Co. KG, Neobotix, InMach Intelligente Maschinen GmbH und Siemens.